# КАМАЗ-49252
КАМАЗ-49252 — спортивный грузовой автомобиль высокой проходимости, разработанный и построенный раллийной командой «КАМАЗ-мастер» для участия в международных соревнованиях по ралли-рейдам.
Использовался в гонках в период с 1994 по 2003 годы.

## История создания и производства
«КАМАЗ-49252» стал следующей ступенью в эволюции двухосных спортивных грузовиков марки «КАМАЗ», начало которой было положено моделью «КАМАЗ-49250». Правда, предшественницей 49252-й модели отчасти стала модель 49251, на которой был установлен двигатель Cummins N14-500E мощностью в 520 л.c. Установка импортного двигателя стала для завода «КАМАЗ» вынужденной мерой: после пожара на своём заводе силовых агрегатов, «КАМАЗ» испытывал дефицит двигателей и был вынужден в сжатые сроки найти им подходящую альтернативу. Выбор пал на двигатели американской марки Cummins, которые были наиболее близки по своим характеристикам заводским двигателям «КАМАЗ». Завод выпустил партию грузовиков «КАМАЗ-49251» с двигателями Cummins. Команда «КАМАЗ-мастер» также опробовала этот двигатель, но предпочтение всё же отдала восьмицилиндровому двигателю ЯМЗ-7Э846 — производства Ярославского моторного завода, работу с которым команда проводила, рассматривая его как альтернативу камазовским моторам КАМАЗ-740, слабо приспособленным к условиям продолжительных ралли-рейдов (что стало очевидным, после провального участия команды в ралли «Париж-Дакар-Париж 1994»).

## Конструкция
Несмотря на то, что на автомобиль была установлена такая же цельнометаллическая кабина, как и у предшественников, «КАМАЗ-49252» визуально отличался от них благодаря скошенной форме своего жёсткого кузова-тента, установленного за кабиной. Такая форма тента позволила уменьшить аэродинамическое сопротивление, кроме того — новый кузов-тент оказался ещё и значительно легче своих предшественников.
В качестве основы в автомобиле была применена специально сконструированная прямая жёсткая рама, способная без последствий выдерживать динамические нагрузки от подвески. Благодаря этой новой конструкции рамы автомобиль на гоночной трассе стал значительно надёжней своих предшественников. Как и предыдущая модель, «КАМАЗ-49252» имеет среднемоторную компоновку. Благодаря этому, конструкторам удалось достичь практически идеальной развесовки автомобиля: на переднюю ось приходится 4900 кг, на заднюю — 4900 кг.
У автомобиля достаточно жёсткая, спортивная подвеска — на каждое колесо здесь установлено по две гидропневматических стойки от БМД, которые предварительно были подвергнуты доработке техническими специалистами команды «КАМАЗ-мастер».
Необходимость использовать сразу две стойки на каждом колесе (при том, что каждая такая стойка имеет повышенный запас прочности, и способна с легкостью нести на себе нагрузку от гоночного грузовика, так как изначально была предназначена для установки на гораздо более тяжёлую — нежели гоночный грузовик — гусеничную БМД) обусловлена исключительно повышением живучести автомобиля на раллийной трассе: при выходе из строя одной стойки, автомобиль сможет с лёгкостью продолжить гонку, не сбавляя темпа.
Вместо штатных камазовских, на автомобиль были установлены более мощные кразовские редукторы с изменённым передаточным отношением. 25-дюймовые колеса были оборудованы централизованной системой подкачки.
Тормозная система грузовика также подверглась модернизации: на автомобиль были установлены кран-распределитель и рабочие пневмомеханизмы фирмы Wabco, а вместо накладок тормозной колодки были использованы колодки дискового тормоза, для установки которых «скелет» колодки пришлось сделать сварным, а фрикционный материал для них технический персонал команды долго выбирал из многочисленных зарубежных вариантов.
В качестве коробки передач на «КАМАЗ-49252» была установлена 16-ступенчатая трансмиссия фирмы ZF — с демультипликатором. При этом, автомобиль легко трогается с места на 4-й передаче. В гонке, пилоты (в частности — Владимир Чагин) переключали передачи так: 4(низкая) — 4(высокая) — 5(низкая) — 5(высокая) — 6(низкая) — 6(высокая) и так далее, не пропуская ни одной «половинки». Это обусловлено тем, что рабочий диапазон у стоящего на грузовике высокофорсированного двигателя лишь немного больше, чем у обычного «грузового» дизельного мотора.
Обычная с виду «стандартная камазовкая кабина», внутри разительно от неё отличается. Помимо элементов пассивной безопасности, внутри установлены три спортивных анатомических кресла фирмы Sparco, причём, среднее сиденье — место штурмана экипажа — выдвинуто чуть вперед, а все пространство перед ним занято консолью с навигационными приборами.
На основной приборной панели — настоящая россыпь из циферблатов и различных тумблеров. Среди основных приборов — стандартный камазовский тахометр, а вот вместо спидометра здесь установлен импортный тахограф, шкала которого размечена до 180 км/ч.
Давление наддува двигателя в кабине показывает большой манометр, установленный справа, у лобового стекла.
Рулевая колонка сделана регулируемой по углу наклона, на неё установлен большой спортивный руль с кожаным ободом, который по заказу команды был специально изготовлен во Франции.
Помимо этого, кабина отличается от обычной ещё и тем, что педали тут не подвесные, а напольные.

## В динамике
Автомобиль за 16 секунд развивал скорость до 100 км/ч и имел максимальную скорость по твердой трассе — 180 км./ ч.
При этом — двигатель имел крайне узкий «разгонный» диапазон: до 1500 об/мин автомобиль разгонялся весьма вяло, и только с 2000 об/мин, когда грузовой битурбированный двигатель начинает работать в полную силу, автомобиль начинал активный разгон. И так продолжалось вплоть до 2500 об/мин — максимального значения крутящего момента данного двигателя, превысив которое двигатель начинал «стучать» и мог выйти из строя.
Но, даже с таким ограничением в крутящем моменте, благодаря общей тяговитости двигателя, автомобиль с лёгкостью набирал на трассе 180 км/ч. При этом — даже на такой скорости автомобиль прекрасно управлялся. В частности, для того, чтобы пройти скоростной поворот с боковым скольжением автомобиля, пилоту достаточно просто «доработать рулём», не прибегая к контрсмещению или помощи стояночного тормоза (так называемого «ручника») — как это принято делать в легковом автоспорте. К слову, с ростом скорости уровень шума в кабине увеличивался незначительно, и то — благодаря плохо пригнанным дверным уплотнителям, через которые начинал сильнее «гулять» ветер.

## Проходимость
Благодаря своей крайне жёсткой подвеске, автомобиль «КАМАЗ-49252», проигрывая в комфорте своим конкурентам — спортивным грузовикам Renault и Mercedes-Benz, имевшим более мягкую подвеску, выгодно отличался от них своей проходимостью. Со слов Владимира Чагина: «. там, где они Renault и Mercedes-Benz тормозят, мы идем ходом. И выигрываем.» (из интервью изданию «Авторевю», № 9, 2001 год).
Во время испытаний этого автомобиля на Дмитровском автополигоне, которые были проведены в 2001 году изданием «Авторевю», «КАМАЗ-49252», ведомый Владимиром Чагиным, на малом ходу преодолел две большие полевые траншеи (каждая — глубиной около метра), которые были расположены одна за другой. И это — без задействия принудительной блокировки межосевого и обоих межколесных дифференциалов — к чему Владимир прибегал только в зыбучих песках.

## Комфорт экипажа
Как уже было сказано выше, из-за очень жёсткой подвески, автомобиль крайне некомфортен в движении — его не трясёт только на идеально ровном асфальте автомагистрали. На всех иных дорожных покрытиях уровень тряски (с ростом скорости) становится очень сильным. Так, на скоростях, превышающих 100 км/ч, практически невозможно сфокусировать свой взгляд на приборах. Но, благодаря такой жёсткой подвеске, автомобиль с лёгкостью способен преодолевать все дефекты и неровности — как асфальтовой дороги, так и раллийного бездорожья. К слову, при съезде с асфальта на грунт экипаж этого не замечает, так как уровень тряски остаётся тем же.

## Модификации

### 1997 год
В 1997 году Международная автомобильная федерация (FIA) ввела запрет на использование специальных 25-дюймовых шин на грузовых гоночных машинах, мотивировав этот запрет тем, что автомобили, участвующие в ралли-рейдах, должны соответствовать своим серийным оригиналам. Были разрешены только колеса в 20 дюймов с низким индексом скорости, что ограничивало максимальную скорость грузовика.
Этот запрет привёл к тому, что, при установке на гоночный грузовик колёс меньшего диаметра, уменьшилось расстояние между дисками колёс и тормозными барабанами, что, в свою очередь, послужило резкому ухудшению охлаждения зоны колёс — тормоза и ступицы стали перегреваться, а тормозные колодки очень быстро приходили в негодность. Техническому персоналу команды «КАМАЗ-мастер» пришлось снять со своих автомобилей защитные экраны, дабы открыть тормоза для лучшей их вентиляции.

### 2000 год
В 2000 году появилась новая версия этого автомобиля, получившая название «КАМАЗ-49252 WSK» — автомобиль был подготовлен для участия в ралли «Париж-Дакар-Каир».
На обновлённом грузовике была установлена коробка передач фирмы ZF (модель −16S220A).
```
Особенностью этой коробки был 
гидротрансформатор
 WSK, обеспечивавший увеличение — в среднем в три раза — 
крутящего момента
 без разрыва потока мощности
[
1
]
. Правда, одновременно с этим, выросла и температура масла в коробке передач. Для устранения этого дефекта, на автомобиль пришлось установить большее количество радиаторов 
[
1
]
. Кроме того, перетяжелённый гидротрансформатором первичный вал коробки ухудшил условие работы его 
сальника
 — на каждой стоянке из автомобиля начинало течь масло, которое механикам приходилось собирать и заливать обратно. Из-за этого мотор приходилось заводить за час до старта очередного этапа ралли
[
1
]
. Но, несмотря на все эти проблемы, возникшие с новой, пока ещё «сырой» машиной, экипажу Владимира Чагина всё равно удалось одержать победу на этом ралли
[
1
]
.
```

### 2001 год
Год начался для команды крайне провальным — на «Ралли „Париж-Дакар 2001“» все четыре камазовские машины (модификации «49252 WSK», одну из которых арендовал испанский экипаж) были вынуждены сойти с дистанции, три из них — по причине поломки коробки передач производства фирмы ZF.
Проведённый по итогам гонки командой «КАМАЗ-мастер» собственный анализ повреждений выявил, что причиной выходов из строя коробок передач стала опора коронной шестерни этой коробки. Команда обратилась в фирму ZF, с просьбой поменять в поставляемых команде коробках передач эту деталь, на что, со слов команды «КАМАЗ-мастер», «…получила безапелляционный ответ, что её [детали] качество вполне устраивает немцев».
Так и не договорившись о замене этой детали с фирмой ZF, команда была вынуждена заказать производство этой детали Камскому автозаводу, где и было налажено её производство.
Готовые детали переправляли в Германию, на завод ZF, где их, вместо штатных, устанавливали в коробки передач, предназначенные к поставке команде «КАМАЗ-мастер».

## Испанская аренда грузовика
На ралли-рейде «Оптик 2000 Тунис 2001» на взятом у команды «КАМАЗ-мастер» в аренду автомобиле «КАМАЗ-49252» выступил испанский экипаж (включавший российского механика Владимира Голуба), в составе: пилот — Рафаэль Тибо, штурман — Пепе Мартинес.
Экипажу так и не удалось добраться до финиша из-за проблем со здоровьем. Первым почувствовал недомогание (боль в шее) пилот Рафаэль Тибо. Он смог продолжить гонку, но был вынужден ехать по трассе с шейным корсетом. А вот у его напарника, штурмана Пепе Мартинеса, проблемы со здоровьем оказались более критическими: после одного из этапов он был госпитализирован с диагнозом «кровоизлияние в мозг». Экипаж был вынужден завершить своё выступление в ралли-рейде. К слову, победителем этого ралли-рейда (в зачёте грузовиков) стал экипаж Владимира Чагина, выступавший на таком же автомобиле.

## Участие в гонках
На этой машине, которая использовалась командой «КАМАЗ-мастер» в гонках в период с 1994 по 2003 годы, было одержано множество побед. Первым же успехом, которого добилась команда, выступая на автомобилях «КАМАЗ-49252», стало участие в «Мастер-ралли 1995», по итогам которого весь пьедестал заняли пилоты «КАМАЗ-мастер».

## Технические характеристики (данные производителя)[2]
- Габаритная длина, мм — 6960
- Габаритная высота, мм — 3160
- Габаритная ширина, мм — 2550
- Колея, мм — 2155
- Колесная база, мм — 4200
- Колёсная формула — 4×4
- Весовые параметры и нагрузки, а/м
  - Снаряжённая масса а/м без топлива, кг — 9800
  - Полная масса, кг — 11100
- Двигатель (Россия)
  - Модель — ЯМЗ-7Э846
  - Тип — дизельный с турбонаддувом и промежуточным охлаждением
  - Расположение — продольно, за кабиной
  - Число и расположение цилиндров — 8, V-образное
  - Число клапанов — 32
  - Максимальная мощность, л. с./об/мин — 750 / 2500
  - Максимальный крутящий момент, Нм/об/мин — 2700 / 1400
  - Рабочий объём, л — 17,241
- Коробка передач (Германия)
  - Модель — ZF 16S190A
  - Тип — механическая, 16-ступенчатая
- Привод — постоянный полный, с принудительной блокировкой межосевого и межколесных дифференциалов
- Подвеска — зависимая, на продольных рессорах
- Тормозная система — пневматическая, с барабанными колесными механизмами
- Рулевой механизм — ZF, с гидроусилителем
- Колёса и шины
  - Тип колёс — дисковые
  - Марка — Michelin ХZL
  - Тип шин — пневматические, бескамерные, радиальные, с регулированием давления
  - Размер шин — 385/95R25 (14.00 R20XZL — после 1997 года)
- Общие характеристики
  - Максимальная скорость — 170 км/ч
  - Время разгона 0—100 км/ч, с — 16,0
  - Расход топлива на 100 км, л — 80-130
  - Ёмкость топливного бака, л — 840 (два бака по 420 л)
  - Диаметр поворота, м— 22,0
  - Максимальный подъём, преодолеваемый полностью нагруженным автомобилем, град. — 31
  - Высота преодолеваемой вертикальной преграды, м — 0,55
  - Допустимый поперечный крен, не менее, град. — 22
  - Глубина преодолеваемого брода с твердым дном, м — 1,7

### Некоторые результаты измерений, сделанных изданием «Авторевю»[2]
- Максимальная скорость, км/ч — 183,9
- Время разгона, с
  - 0—100 км/ч — 14,19
  - 0—150 км/ч — 35,54
  - на пути 400 м — 20,04
  - на пути 1000 м — 36,16
  - 60—100 км/ч — 8,00
  - 80—120 км/ч — 12,12
- Тормозной путь
  - со скорости 100 км/ч, м — 75,9
  - Замедление, м/с2 — 5,1
- Выбег, м
  - с 50 км/ч — 1088
  - 130—80 км/ч — 1395